# Пятое управление КГБ СССР
Пя́тое управле́ние КГБ СССР (ПУ), с 1989 года известное как управление «З» — структурное подразделение КГБ СССР, ответственное за работу по линии борьбы с «идеологическими диверсиями», то есть с советскими диссидентами.
Сотрудники этого отдела работали в разных молодёжных, религиозных, национальных и общественно-политических организациях.
Генерал-полковник Ф. Д. Бобков, начальник Управления, в 1999 году отмечал, что «термин „идеологическая диверсия“ не совсем точно отражал функции Пятого управления. Его задачи впоследствии были определены более точно — защита конституционного строя. Так формулировал их ещё Ю. В. Андропов».

## История
3 июля 1967 года председатель КГБ СССР Ю. В. Андропов направил в ЦК КПСС записку о целесообразности создания в рамках КГБ самостоятельного управления, которое бы отвечало за борьбу с идеологическими диверсиями. Как объяснял Андропов в записке 
Целесообразность этого вызывается, в частности, тем, что нынешняя функциональность контрразведки в центре и на местах предусматривает сосредоточение её основных усилий на организации работы среди иностранцев в интересах выявления прежде всего их разведывательных действий, т.е. она обращена вовне. Линия же борьбы с идеологической диверсией и её последствиями среди советских людей ослаблена, этому участку работы должного внимания не уделяется.
17 июля 1967 года Политбюро ЦК КПСС рассмотрело записку Ю. В. Андропова и приняло постановление № П 47/97 об образовании 5-го управления КГБ СССР, разрешив увеличить штатную численность органов КГБ на 2250 единиц и 250 легковых автомобилей.
25 июля 1967 года был издан приказ председателя КГБ СССР № 0096, согласно которому штат 5-го управления определялся в 201 должностное лицо. Куратором данного Управления по линии руководства стал первый заместитель председателя КГБ С.К. Цвигун.
С образованием в структуре Управления новых отделов его штат к 1982 г. увеличился до 424 человек. Всего же, по воспоминаниям Ф.Д. Бобкова, по линии Управления в СССР служило 2,5 тысячи сотрудников.
11 августа 1989 года было издано постановление Совета министров СССР, согласно которому 5-е управление КГБ СССР было преобразовано в Управление по защите советского конституционного строя КГБ СССР (управление «З»). Начальником нового управления был назначен генерал-лейтенант Евгений Иванов.
По словам последнего главы КГБ СССР генерал-лейтенанта Вадима Бакатина, во время Перестройки управление «З» осуществляло наружное наблюдение за многими представителями демократических сил — тогдашними народными депутатами СССР Борисом Ельциным и Тельманом Гдляном, лидерами Межрегиональной депутатской группы, а также их окружением. На прослушивании находились телефоны не только этих людей, но и их близких и знакомых, а также телефоны некоторых народных депутатов РСФСР.
Идейным преемником Пятого управления КГБ СССР и Управления «З» как такового нередко признаётся Служба по защите конституционного строя и борьбе с терроризмом ФСБ РФ, созданная в ноябре 1998 года после объединения Управления конституционной безопасности ФСБ и Департамента по борьбе с терроризмом ФСБ.

## Структура
- 1-й отдел (образован в 1967 году) — работа по каналам культурного обмена, по творческим союзам, НИИ, медицинским и культурным учреждениям, иностранцам;
- 2-й отдел (образован в 1967 году) — работа совместно с ПГУ против центров идеологических диверсий империалистических государств, пресечение деятельности националистических и шовинистских элементов, а также «Народно-трудового союза»;
- 3-й отдел (образован в 1967 году) — работа по линии студенческого обмена, студентов и преподавателей;
- 4-й отдел (образован в 1967 году) — работа по линии религиозных организаций; кураторство над церковью;
- 5-й отдел (образован в 1967 году) — розыск авторов анонимных антисоветских документов и листовок, проверка сигналов о фактах терроризма, помощь местным органам госбезопасности по предотвращению массовых антиобщественных проявлений;
- 6-й отдел (образован в 1967 году) — планирование и информационная работа, анализ данных об идеологических диверсиях: «обобщение и анализ данных о деятельности противника по осуществлению идеологической диверсии. Разработка мероприятий по перспективному планированию и информационной работе»;[7]
- 7-й отдел (образован в 1969 году) — «выявление и проверка лиц, вынашивающих намерения применить взрывчатые вещества и взрывные устройства в антисоветских целях»[8]. Этому отделу были также переданы функции по розыску авторов анонимных антисоветских документов и проверку сигналов об угрозах в адрес высших руководителей страны;
- 8-й отдел (образован в 1973 году) — «выявление и пресечение акций идеологической диверсии подрывных сионистских центров»;
- 9-й отдел (образован в 1974 году) — «ведение наиболее важных разработок на лиц, подозреваемых в организованной антисоветской деятельности (кроме националистов, церковников, сектантов); выявлением и пресечением враждебной деятельности лиц, изготавливающих и распространяющих антисоветские материалы; проведением агентурно-оперативных мероприятий по вскрытию на территории СССР антисоветской деятельности зарубежных ревизионистских центров»;
- 10-й отдел (образован в 1974 году) — «проведение контрразведывательных мероприятий (совместно с ПГУ) против центров идеологической диверсии империалистических государств и зарубежных антисоветских организаций (кроме враждебных организаций украинских и прибалтийских националистов)»;
- 11-й отдел (образован в 1977 году) — «осуществление оперативно-чекистских мероприятий по срыву подрывных акций противника и враждебных элементов в период подготовки и проведения летних Олимпийских игр в Москве». После проведения Олимпиады на отдел были возложены задачи по наблюдению за научными, профсоюзными, медицинскими и спортивными организациями;
- 12-я группа (на правах отдела) — координация работы 5-го управления с органами госбезопасности соцстран;
- 13-й отдел (образован в 1982 году) — «выявление и пресечение проявлений, имеющих тенденцию к перерастанию в политически вредные группирования, способствующие проведению противником идеологических диверсий против СССР»;
- 14-й отдел (образован в 1982 году) — «работа по предотвращению акций идеологической диверсии, направленной в сферу Союза журналистов СССР, сотрудников средств массовой информации и общественно-политических организаций»;
- 15-й отдел (образован в 1983 году) — работа по объектам спортивного общества «Динамо»;
- Финансовый отдел;
- Группа кадров;
- Группа мобилизационной работы;
- Секретариат.

## Руководство

### Начальники
- А. Ф. Кадашёв (4 августа 1967 — 8 декабря 1968)
- Ф. Д. Бобков (23 мая 1969 — 18 января 1983)
- И. П. Абрамов (18 января 1983 — май 1989)
- Е. Ф. Иванов (май — сентябрь 1989)

### 1-е заместители начальника
- Ф. Д. Бобков (15 августа 1967 – 23 мая 1969)[9]
- С. М. Серёгин (май 1971 – 1973);
- В. С. Никашин (1973 – 1974);
- И. А. Маркелов (сентябрь 1974 – август 1979),
- В. И. Проскурин (август 1979—август 1987)
- И. П. Абрамов (февраль 1982 – январь 1983)[a];
- Л. Н. Чириков (1983 – 5 мая 1984);
- Ю. В. Денисов (? – 1989);
- В. П. Воротников (1989 – январь 1991)

### Заместители начальника[b]
- С. М. Серёгин (1967 – май 1971)[9];
- К. М. Обузов (1967 – 1970);
- В. С. Никашин (май 1970 – 1973);
- В. И. Проскурин (сентябрь 1970 – август 1979);
- И. П. Абрамов  (апрель 1973 – февраль 1982);
- И. А. Маркелов  (июль – сентябрь 1974);
- Л. Н. Чириков  (декабрь 1979 – 1983);
- К. М. Махмеев (на 1980 г.)
- В. П. Шадрин (март 1982 – 29 апреля 1988);
- К. Т. Пястолов (на 1983 – на 1985);
- Н. М. Голушко  (апрель 1983 – май 1984);
- В. А. Пономарёв (ноябрь 1984 – 5 декабря 1985);
- В. С. Струнин (1984 – 1987);
- В. В. Леонтьев (1980-е гг.);
- В. Ф. Лебедев (15 мая 1987 – 27 января 1988);
- Е. Д. Кубышкин (на 1987 г.);
- Ю. В. Денисов (на 1987 г.);
- В. П. Воротников (1988 – 1989);
- А. Н. Карабаинов (1988 – 1990);
- И. В. Перфильев (1989 – 25 сентября 1991);
- Ю. В. Балев (1989 – 1991);
- И. В. Федосеев (1990 – 1991);
- А. В. Мороз (? – 1991);
- Добровольский Геннадий В. (на август – 25 сентября 1991)[9];

### Начальники 1-го отдела (наука и культура)[10]
- И. П. Абрамов (1968–1973);
- П. П. Смолин (1973–1975);
- В. С. Струнин (на 1977 г.)
- А. Н. Карбаинов (?–1984);
- Н. И. Никандров, как и.о. (1984–1986);
- И. В. Перфильев (1986–1989)

### Начальники 2-го отдела (эмигрантские антисоветские центры)[11]
- В. И. Корнилов (12 августа 1967–19 января 1971);
- Я. И. Оловянников (апрель 1971–30 июня 1974);
- К. Т. Пястолов (на 1976 – на 1981 г.);
- Н. М. Голушко (1976—1983)
- В. Ф. Лебедев ((18 июня 1983–15 мая 1987);
- Ю. А. Кобяков (1987–1988);
- Ю. В. Балев (1988–1989);
- А. П. Редькин (1989–1991)

### Начальники 3-го отдела (ВУЗы)[12][c]
- В. А. Головин (июль 1975–октябрь 1978);
- Э. А. Эйсмунтас (12 апреля 1982–17 апреля 1987);
- В. А. Петренко (на 1989)

### Начальники 4-го отдела  (религиозные объединения)[13]
- И. В. Хамазюк (на 1972)
- Е. Д. Кубышкин (на февраль 1973);
- В. В. Фицев (середина 70-х гг.);
- А. И. Тимохин (?–1982 г.);
- Н. Н. Романов (1982–1983)
- В. С. Сычев (1983–?);
- В. И. Тимошевский (на 1986 – на 1990)

### Начальники 5-го отдела (массовые беспорядки)[14]
- Б. Б. Имамбаев (на 1989 г.)
- А. А. Антощенко (на 1989 г.), зам. начальника

### Начальники 6-го отдела (информационно-аналитический)[15]
- В. И. Бетеев (1979–1984);
- В. Ф. Масленников (на 1989–1990)

### Начальники 8-го отдела
- Е. Д. Кубышкин (на 1974 г.)
- П. С. Подгайный (на 1986–1988)
- А. П. Благовидов (1989 — ?)

## Известные сотрудники
- В. А. Орехов — бывший капитан 5-го управления КГБ СССР, помогавший советским диссидентам.
- В. В. Черкесов — оперуполномоченный 5-го отдела УКГБ по Ленинграду и Ленинградской области[16]
- В. А. Щукин — заместитель начальника 5-го отдела УКГБ по Пермской области[16]
- В. С. Цибизов — старший оперуполномоченный 1-го отдела 5-го управления, майор[17]
- А. Н. Карбаинов — в прошлом первый секретарь Красноярского краевого комитета комсомола[17]
- А. П. Комельков — зам. начальника 2-го отделения (курирование телевидения) 14-го отдела 5-го управления КГБ, выпускник Московского Института культуры, майор, кличка «Баклажан»[17]
- А. П. Кондауров
- А. В. Литвиненко

## Комментарии
1. ↑  В 1982 – 1984 годах было одновременно 2 первых заместителя начальника 5-го управления
2. ↑  Первоначально было два заместителя, не считая 1-го зам. начальника, а позднее не менее трех заместителей одновременно.
3. ↑  В 1989 году при преобразовании 5-го Управления в Управление «З» 3-й отдел 5-го Управления стал 9-м отделом Управления «З».